# Manfredi Maletta
Manfredi Maletta (Sicilia o Puglia, 1232 – Napoli, 17 luglio 1310) è stato gran camerario del regno di Sicilia al tempo di Manfredi, conte di Mineo e signore di Paternò.

## Biografia
Il Maletta apparteneva a una nobile famiglia siciliana (o pugliese) politicamente incardinata con la dinastia sveva che regnava nel regno di Sicilia. Indicato come avunculo, ovvero zio, di Manfredi, secondo alcuni potrebbe essere il fratello della madre Bianca Lancia. Largamente favorito dal re Manfredi, tra il 1257 e il 1266 visse in Puglia e fu gran camerario (comes camerarius o "conte camarlingo") con l'incarico dell'amministrazione dell'erario pubblico e del tesoro regio.
I cronisti coevi lo descrivono anche come un provetto trovatore e suonatore, spesso al fianco di Manfredi in occasione di giovanili esibizioni musicali.
Sposò Filippa, figlia di Federico d'Antiochia (uno dei figli illegittimi dell'imperatore Federico II e quindi fratellastro del re Manfredi), dalla quale ebbe cinque figli: Federico, Giovanni, Isabella, Ilaria e Francesca.
Secondo le cronache del tempo, il suo comportamento nel corso della battaglia di Benevento, che segnò la fine degli svevi (1266), fu infame: ritiratosi ai primi segnali di sconfitta, si sarebbe poi presentato al nuovo re, Carlo I d'Angiò, offrendogli il tesoro regio. E tuttavia gli angioini procedettero al sequestro di tutti i beni della famiglia Maletta. Così negli anni successivi (1267-1268) fu al fianco di Corradino, nel fallimentare tentativo di far tornare al potere gli Svevi nel regno di Sicilia. Dopo la battaglia di Tagliacozzo, Maletta fece perdere le sue tracce fuggendo in Veneto e poi forse in Germania e in Boemia, dove sono stati riscontrati segni della sua presenza. Nel frattempo la moglie e i figli erano tenuti in detenzione sotto stretta sorveglianza: la moglie Filippa, figlia di Federico di Antiochia, morì nel 1273, mentre era rinchiusa nel castello di Monte Sant'Angelo. Successivamente il Maletta risulta sposato a Giacoma, nobildonna della famiglia Bonifacio, signora di Paternò.
Dopo la rivolta del Vespro del 1282 e il passaggio della Sicilia agli Aragonesi, il Maletta riottenne la carica di gran camerario: le cronache narrano però che tra il re Giacomo II e il Maletta i rapporti furono piuttosto tesi, a causa dei comportamenti poco leali del camerlingo: si racconta della sua codardia quando si rifiutò di recarsi in battaglia, e dei suoi soprusi intorno a proprietà immobiliari in Sicilia che cercava di accaparrarsi con arroganza.
Così dopo l'incoronazione di Federico III di Sicilia (1296), la sua ambigua politica si rivelò ancora una volta: nel luglio 1299, dopo due giorni di trattative, il Maletta venne a patti con gli Angioini che assediavano Paternò, ottenendo il perdono regio e papale. Lasciata la Sicilia, il Maletta visse prevalentemente in Puglia, dove aveva conservato alcuni feudi grazie all'accordo con gli angioini e il papa: il 26 aprile 1300 Carlo II d'Angiò lo nominò castellano di Manfredonia.
Morì a Napoli il 17 luglio 1310, in condizioni di indigenza, a casa del cavaliere Giovanni Caritoso, e fu sepolto nella chiesa francescana di San Lorenzo.